# ろくぶんぎ座
ろくぶんぎ座（ろくぶんぎざ、ラテン語: Sextans）は、現代の88星座の1つ。17世紀末にヨハネス・ヘヴェリウスが考案した新しい星座で、六分儀がモチーフとされている。

## 特徴

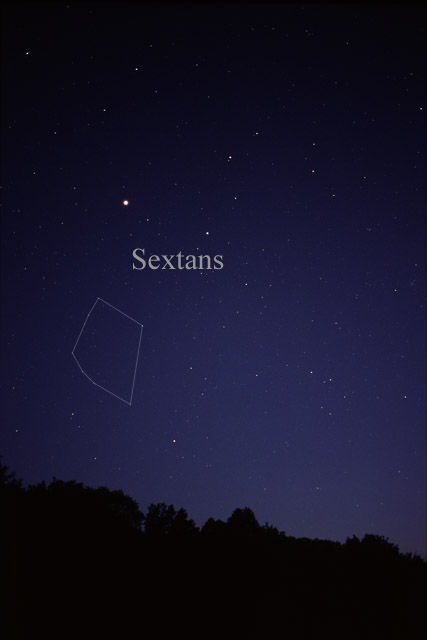
ろくぶんぎ座の全体像。ろくぶんぎ座の上の輝星はしし座α星レグルス、右下の輝星はうみへび座α星アルファルド。

北をしし座、南をうみへび座、南東をコップ座に囲まれている。天の赤道をまたぐように位置しているため、人類が居住しているほぼ全ての地域から星座の全域を観望することができる。20時正中は4月下旬頃、北半球では春の星座とされ、早春から晩春にかけて観望できる。明るい星のない、目立たない星座である。

## 由来と歴史
17世紀末にポーランド生まれの天文学者ヨハネス・ヘヴェリウスによって考案された。ヘヴェリウスの死後の1690年に妻によって出版された著書『Prodromus Astronomiae』に収められた星表『Catalogus Stellarum』と星図『Firmamentum Sobiescianum』に Sextant Uraniæ という名称で記載されたのが初出である。「最後の肉眼観測者」と称されることもあるように、ヘヴェリウスは六分儀を用いた肉眼観測で天体の正確な位置観測を行っていた。しかし1679年9月26日に起きた火災により、ヘヴェリウスは愛用の六分儀を含む観測機器や書籍の多くを失ってしまった。Sextant Uraniae は、この火災で失われた六分儀を偲んで考案されたものであり、文芸を司る女神ムーサの1柱で天文を司るウーラニアーの六分儀とされた。Sextans Uraniæ をしし座とうみへび座の間に置いたことについてヘヴェリウスは『Prodromus Astronomiae』の中で「Sextans Uraniæ をしし座とうみへび座の間に置いたのは、そこが新しい星でいっぱいの最適な場所であるからではなく、占星術師によればしし座とうみへび座は共に火の性質を持つ星座であり、Sextans Uraniæ も完全に火の星座であると思われるからである。なぜなら、確かに Sextans Uraniæ は火、あの邪悪な火によって苦しめられ、ウゥルカーヌスが彼を連れ去り、疑わしき最期を遂げたからである。」としている。日本のアマチュア天文家の藤井旭や山田卓は「六分儀をしし座やうみへび座に守ってもらうため」と説明していたが、へヴェリウスがそのように述べた事実はない。
その後、イギリスの初代王室天文官ジョン・フラムスティードが編纂し、死後の1725年に出版された星表『大英恒星目録 (Catalogus Britannicus)』や1729年に出版された星図『天球図譜 (Atlas Coelestis)』では「Uraniæ」の部分が除かれて、Sextans と短縮された。この短縮された Sextans という星座名は、イギリスの天文学者フランシス・ベイリーが編纂し彼の死後1845年に刊行された『The Catalogue of Stars of the British Association for the Advancement of Science』でも採用された。その一方で、1801年に出版されたドイツの天文学者ヨハン・ボーデの天文書『ウラノグラフィア』では原型の Sextans Uraniæ が使用されるなど、天文学者によってまちまちであった。
現在のろくぶんぎ座の星に付されているバイエル符号風のギリシア文字の符号は、アメリカの天文学者ベンジャミン・グールドが1879年に刊行した『Uranographia Argentina』で付したものである。グールドは明るいものから順に、5つの星にαからεまでの符号を付している。
1922年5月にローマで開催された国際天文学連合 (IAU) の設立総会で現行の88星座が定められた際にそのうちの1つとして選定され、星座名は Sextans、略称は Sex と正式に定められた。
- ヨハネス・ヘヴェリウスの著書『Machinae Coelestis』(1673) に描かれたヘヴェリウス愛用の六分儀と、ヨハネスとエリザベータのヘヴェリウス夫妻。
- ヨハネス・ヘヴェリウス『Prodromus Astronomiae』(1690) に描かれた Sextans Uraniæ。
- アレクサンダー・ジェイミソンの『ジェミーソン星図』(1822) に描かれた Sextans Uraniæ。
- 19世紀イギリスの星座カード集『ウラニアの鏡』に描かれた Sextans Uraniæ（中央右）。

### 中国

古今図書集成に描かれた星宿。ろくぶんぎ座の星は画像左側の星官「天相」に置かれた。

ドイツ人宣教師イグナーツ・ケーグラー（戴進賢）らが編纂し、清朝乾隆帝治世の1752年に完成・奏進された星表『欽定儀象考成』では、ε星と17番星の2星が、二十八宿の南方朱雀七宿の第四宿「星宿」にある星官「天相」に配されていた。

## 神話
17世紀に作られた新しい星座のため、星座にまつわる神話や伝承はない。

## 呼称と方言
ラテン語の学名 Sextans に対応する日本語の学術用語としての星座名は「ろくぶんぎ」と定められている。現代の中国では六分仪座（六分儀座）。
日本では、明治末期には「六分儀」という訳語が充てられていたことが、1910年（明治43年）2月刊行の日本天文学会の会報『天文月報』第2巻11号に掲載された「星座名」という記事でうかがい知ることができる。この訳名は、1925年（大正14年）に初版が刊行された『理科年表』にも「六分儀（ろくぶんぎ）」として引き継がれた。戦後の1952年（昭和27年）7月に日本天文学会が「星座名はひらがなまたはカタカナで表記する」とした際に、Sextans の日本語の学名は「ろくぶんぎ」と定められ、これ以降は「ろくぶんぎ」という学名が継続して用いられている。
これに対して、天文同好会の山本一清らは異なる訳語を充てていた。天文同好会の編集により1928年（昭和3年）4月に刊行された『天文年鑑』第1号では星座名 Sextans に対して「六分儀」の訳語を充てていたが、1931年（昭和6年）3月に刊行した『天文年鑑』第4号からは、星座名を Sextans Uraniae、訳名を「天の六分儀」と紹介し、以降の号でもこの星座名と訳名を継続して用いていた。

## 主な天体

### 恒星
2024年6月現在、国際天文学連合 (IAU) によって2個の恒星に固有名が認証されている。
HD 86081
太陽系から約337 光年の距離にある、見かけの明るさ8.70 等、スペクトル型 G1V のG型主系列星で、9等星。IAUの100周年記念行事「IAU100 NameExoworlds」でインドに命名権が与えられ、主星はBibhā、太陽系外惑星はSantamasaと命名された。
WASP-43
太陽系から約284 光年の距離にある、見かけの明るさ12.4 等、スペクトル型 K7V のK型主系列星で、12等星。2022年に開催されたIAUの太陽系外惑星命名キャンペーン「NameExoWorlds 2022」でルーマニアのグループからの提案が採用され、主星は Gnomon、太陽系外惑星は Astrolábos と命名された。
そのほか以下の恒星が知られる。
α星
太陽系から約426 光年の距離にある、見かけの明るさ4.49 等、スペクトル型 A0III のA型巨星で4等星。ろくぶんぎ座で最も明るく見える恒星。

### 星団・星雲・銀河
18世紀フランスの天文学者シャルル・メシエが編纂した『メシエカタログ』に挙げられた天体は1つもない。パトリック・ムーアがアマチュア天文家の観測対象に相応しい星団・星雲・銀河を選んだ「コールドウェルカタログ」には、1つの天体が選ばれている。
NGC 3115
天の川銀河から約3160万 光年の距離にあるレンズ状銀河。1787年2月22日にイギリスの天文学者ウィリアム・ハーシェルが発見した。紡錘状に見えることから「スピンドル銀河 (Spindle Galaxy)」の別名で知られ、中型のアマチュア向け望遠鏡でもその紡錘状の輪郭と明るい中心部を見ることができる。コールドウェルカタログの53番に選ばれている。
ろくぶんぎ座A
天の川銀河から約430万 光年、局所銀河群の外縁部に位置する矮小不規則銀河。
ろくぶんぎ座B
天の川銀河から約450万 光年、局所銀河群の外縁部に位置する矮小不規則銀河。
- アメリカ キットピーク国立天文台の口径4 mリッチー・クレチアン式望遠鏡「メイヨール望遠鏡」で撮影された矮小不規則銀河ろくぶんぎA。
- アメリカ キットピーク国立天文台の「メイヨール望遠鏡」で撮影された矮小不規則銀河ろくぶんぎB。
- NASAのX線観測衛星チャンドラと欧州南天天文台の超大型望遠鏡VLTの観測データから合成されたスピンドル銀河 (NGC3115) の画像。

## 流星群
ろくぶんぎ座の名前を冠した流星群で、IAUの流星データセンター (IAU Meteor Data Center) で確定された流星群 (Established meteor showers) とされているものは、ろくぶんぎ座昼間流星群 (Daytime Sextantids, DSX)の1つのみ。